# No Time for Sergeants (serie televisiva)
No Time for Sergeants è una serie televisiva statunitense in 34 episodi trasmessi per la prima volta nel corso di una sola stagione dal 1964 al 1965.
È una sitcom militare incentrata sulle vicende dell'aviere Will Stockdale e del sergente Orville King nella U.S. Air Force. È basata sul romanzo Tempi brutti per i sergenti (No Time for Sergeants) del 1954 di Mac Hyman e sul film Tempi brutti per i sergenti (No Time for Sergeants) del 1958.

## Personaggi e interpreti
- Aviere Will Stockdale (34 episodi, 1964-1965), interpretato da Sammy Jackson.
- Sergente Orville King (34 episodi, 1964-1965), interpretato da Harry Hickox.
- Amn. Ben Whitledge (14 episodi, 1964-1965), interpretato da Kevin O'Neal.
- Capitano Martin (10 episodi, 1964-1965), interpretato da Paul Smith.
- Milly Anderson (9 episodi, 1964-1965), interpretato da Laurie Sibbald.
- Colonnello Farnsworth (7 episodi, 1964-1965), interpretato da Hayden Rorke.
- Soldato Langdon (6 episodi, 1964-1965), interpretato da Michael McDonald.
- Soldato Blanchard (6 episodi, 1964-1965), interpretato da Greg Benedict.
- Nonno Jim Anderson (5 episodi, 1964-1965), interpretato da Andy Clyde.
- Capitano Krupnick (4 episodi, 1964-1965), interpretato da George Murdock.
- Soldato Neddick (3 episodi, 1964-1965), interpretato da Joe E. Tata.
- Joe Dalrymple (3 episodi, 1964-1965), interpretato da Ken Berry.
- Sergente (2 episodi, 1964-1965), interpretato da Terry Becker.

## Produzione
La serie fu prodotta da McCadden Productions e Warner Bros. Television e girata negli studios della Warner Brothers a Burbank in California. Le musiche furono composte da George Duning.

### Registi
Tra i registi sono accreditati:
- Leslie H. Martinson in 16 episodi (1964-1965)
- Charles R. Rondeau in 10 episodi (1964-1965)
- Jeffrey Hayden in 2 episodi (1964)
- Sidney Lanfield in 2 episodi (1964)
- Hollingsworth Morse in 2 episodi (1964)

### Sceneggiatori
Tra gli sceneggiatori sono accreditati:
- Maurice Evans in 34 episodi (1964-1965)
- Mac Hyman in 34 episodi (1964-1965)
- Ira Levin in 34 episodi (1964-1965)
- Seaman Jacobs in 3 episodi (1964-1965)
- Ed James in 3 episodi (1964-1965)

## Distribuzione
La serie fu trasmessa negli Stati Uniti dal 14 settembre 1964 al 6 settembre 1965 sulla rete televisiva ABC.

## Episodi
| Stagione       | Episodi | Prima TV USA |
| -------------- | ------- | ------------ |
| Prima stagione | 34      | 1964-1965    |